# Omega Fornacis
Désignations
Omega Fornacis (ω For) est une étoile binaire de la constellation australe du Fourneau. Elle est visible à l'œil nu avec une magnitude apparente combinée de 4,88. D'après la mesure de sa parallaxe annuelle par le satellite Gaia, le système est situé à environ 149 pc (∼486 al) de la Terre. Il s'en éloigne à une vitesse radiale héliocentrique d'environ +10 km/s.
Les deux étoiles d'Omega Fornacis ont été séparées pour la première fois en 1836 par John Herschel. En date de 2013, le compagnon était situé à une distance angulaire de 11,0 secondes d'arc et selon un angle de position de 246° de l'étoile primaire. Cela correspond à une séparation projetée de 1 520 ua.
L'étoile primaire de magnitude 4,95 et désignée Omega Fornacis A, et une étoile bleu-blanc de la séquence principale de type spectral B9V qui apparaît être chimiquement particulière. Elle est 3,4 fois plus massive que le Soleil et son rayon est 2,8 fois plus grand que le rayon solaire. L'étoile est autour de 268 fois plus lumineuse que le Soleil et sa température de surface est de 10 910 K. La composante secondaire, Omega Fornacis B, est une étoile blanche de la séquence principale de type spectral A3V et de magnitude 7,71. Elle est plus petite que la primaire, mais présente une vitesse de rotation projetée plus élevée.